# 7 Sins
7 Sins és un videojoc de simulació de vida per a ordinador personal i PlayStation 2 publicat el 2005 i distribuït per Monte Cristo Multimedia i desenvolupat Digital Jesters on el jugador tracta d'arribar a l'escalafó social més alt i prendre decisions relacionades amb els set pecats. La història del joc es desenvolupa a la ciutat Apple City. A través del joc el jugador pren decisions basades en l'orgull, la ira, l'enveja, la cobdícia, la peresa i la gola, que es mostren quantificats en barres que deu mantindre plenes. Una vegada que una relació ha sigut construïda noves missions són desbloquejades. En total hi ha set capítols i mil personatges no jugables. Quant al contingut sexual del joc, el sexe no es legitima amb una relació romàntica, a les dones les tracten com a objectes sexuals i hi ha un sol personatge transsexual que si el jugador fa que el protagonista tinga sexe amb ell reacciona com a estressat.940
A PC Zone puntuaren el videojoc amb un 6 sobre 10, dient que no troben que siga un videojoc recomanable mentre que no és tan roí com altres diuen.